# Tanicuchí
Tanicuchí ist eine Ortschaft und eine Parroquia rural („ländliches Kirchspiel“) im Kanton Latacunga der ecuadorianischen Provinz Cotopaxi. Die Parroquia besitzt eine Fläche von 54,04 km². Die Einwohnerzahl lag im Jahr 2010 bei 12.831.

## Lage
Die Parroquia Tanicuchí liegt im Andenhochtal von Zentral-Ecuador. Der Río Cutuchi fließt entlang der östlichen Verwaltungsgrenze nach Süden. Die Fernstraße E35 (Latacunga–Quito) verläuft entlang der östlichen Verwaltungsgrenze. Der 2980 m hoch gelegene Hauptort befindet sich 17 km nördlich der Provinzhauptstadt Latacunga.
Die Parroquia Tanicuchí grenzt im Norden an die Parroquia San Juan de Pastocalle, im Osten an die Parroquia Mulaló, im Süden an die Parroquia Guaytacama sowie im Westen an die Parroquia Toacaso.

## Orte und Siedlungen
In der Parroquia Tanicuchí gibt es folgende Barrios:
- Cajón Veracruz
- Chilcapamba Centro
- Chilcapamba Sur
- Coba Santa Clara
- El Calvario
- El Vergel
- Goteras Cinco de Junio
- Goteras Yáñez
- La Floresta
- La Florida
- Lasso
- Llactayo Centro
- Llactayo Grande
- Pucara
- Rayo Cruz
- Rio Blanco Alto
- Rio Blanco Lasso
- Samilpamba
- San Andrés
- San Antonio de Luzún
- San José
- San Pedro
- San Vicente de Tashima
- Santa Clara Centro
- Santa Clara Norte
- Tanicuchí – Barrio Centro

## Gründung
Taniguchi geht auf das am 10. August 1520 von spanischen Missionaren gegründete „San Lorenzo de Tanicuchí“ zurück.

## Infrastruktur
In Lasso befindet sich das Krankenhaus „Centro De Salud Tipo C Lasso“.